# Chrysotus pseudoniger
Chrysotus pseudoniger är en tvåvingeart som beskrevs av Robinson 1975. Chrysotus pseudoniger ingår i släktet Chrysotus och familjen styltflugor.
Artens utbredningsområde är Dominica. Inga underarter finns listade i Catalogue of Life.